# Gerald Cole
Gerald Cole   (New Lexington, 18 de desembre de 1928 - Lancaster, 11 de gener de 2018), també conegut com a Gene Cole, fou un atleta estatunidenc, especialista en curses de velocitat, que va competir durant les dècades de 1940 i 1950.
El 1952 va prendre part en els Jocs Olímpics d'Estiu de Hèlsinki, on va disputar dues proves del programa d'atletisme. En els 4x400 metres, formant equip amb Ollie Matson, Charles Moore i Mal Whitfield, guanyà la medalla de plata, mentre en els 400 metres quedà eliminat en semifinals.

## Millors marques
- 200 metres llisos. 21.2" (1952)
- 400 metres llisos. 46.7" (1952)[2]